# جون كريستوفر كونزي
جون كريستوفر كونزي (بالألمانية: Johann Christoph Kunze)‏ هو أستاذ جامعي ألماني، ولد في 4 أغسطس 1744 في آرترن في ألمانيا، وتوفي في 24 يوليو 1807 في نيويورك في الولايات المتحدة.